# Шміні ацерет
Шміні ацерет (івр. שְׁמִינִי עֲצֶרֶת, досл. «Восьмий [день] зібрання») —  єврейське свято. Святкується в Ізраїлі на 22 день єврейського місяця тішрей, та на 22 і 23 дні за межами країни. Відбувається зразу після  Сукота який святкують сім днів, і таким чином Шміні ацерет буквально означає 
«восьмий» день. Це окремий, але пов'язаний святий день присвячений духовним аспектам Сукота.
В Ізраїлі святкування Шміні ацерет і Сімхат Тори поєднуються в один день, і імена цих свят взаємозамінні. В єврейській діаспорі, святкування Сімхат Тори відкладають до другого дня свята.